# Mortes em 2025
Esta é uma relação de pessoas notáveis que morreram durante o ano de 2025.